# 아카사카미쓰케역
아카사카미쓰케역(일본어: 赤坂見附駅 아카사카미쓰케에키[*])은 일본 도쿄도 미나토구 아카사카에 있는 철도역이다.

## 역 구조
긴자 선 시부야 행과 마루노우치 선 오기쿠보 행 승강장이 지하 1층, 긴자 선 아사쿠사 행과 마루노우치 선 이케부쿠로 행 승강장이 지하 2층에 있다. 모두 섬식 승강장인 구조 때문에 동일 방향 환승은 동일 플랫폼에서 가능하다. 긴자 선이 도쿄 고속철도 개업 당시부터 마루노우치 선 왕래·환승을 고려한 2층 구조를 채용하고 있었으나, 승강장 폭이 좁다는(당초 4.85m)것과 마루노우치 선 규격이 당초 알려진 치수보다 커지면서 마루노우치 선 개통 전, 역의 거의 전체에 걸친 확장 공사가 이루어졌다.
긴자 선과 마루노우치 선 열차가 거의 동시에 도착할 경우에는 양 노선의 열차가 접속시간을 가진 뒤 환승시간이 필요 없고 서로 갈아탈 수 있다.
당역의 다메이케산노・콧카이기지도마에 방향에 긴자 선과 마루노우치 선의 연결선이 존재하고, 마루노우치 선 나카노 공장에서 긴자 선 전동차 검사・정비를 위한 회송 등에 사용된다. 다만, 차량 치수는 마루노우치 선 차량 쪽이 크기 때문에 이 연결선을 통해 상대방에게 타는 것은 긴자선 차량 뿐이다. 이 연결선을 경유하여 긴자 선에서 마루노우치 선 직통 임시 열차가 운행될 수 있어 2010년 5월 2일에는 영화 "가면 라이더×가면 라이더×가면 라이더 THE MOVIE초 전왕 트리 로지"와의 협업에서 긴자 선 우에노역에서 당역의 연결선을 지나 마루노우치 선 나카노후지미초 역에 이르는 "메트로 덴 라이너"호가 운행된 바 있다.
또, 본역에서 승차 오류를 막기 위해, 마루노우치 선으로 운용되는 02계는 승객용 문과 객실 창문 위에 붉은 가는대가 배치되어 있다.
일반적으로 사용되지 않으나 긴자 선 01계 차량의 행선지 표시기에는 당역 종점의 표시가 존재한다.
출입구는 belleVie 아카사카와 직결되고, 에스컬레이터를 병설하고 있으며, 아카사카 지하 보도를 통하여 모토아카사카 및 기오이초 방면에서 접근할 수 있고 마루노우치 선 승강장의 요쓰야 방면에는 엘리베이터가 설치되어 있다.

### 승강장
| 지하 1층 | 1 | 긴자 선       | 시부야 방면     |
| 지하 1층 | 2 | 마루노우치 선 | 오기쿠보 방면   |
| 지하 2층 | 3 | 긴자 선       | 아사쿠사 방면   |
| 지하 2층 | 4 | 마루노우치 선 | 이케부쿠로 방면 |

- 역 구내는 유라쿠초선, 한조몬선, 난보쿠 선의 환승역인 나가타초 역과 이어져 있다.

#### 배선도
- 그림을 클릭하면 확대하여 볼 수 있다.
- 그림에서 지하 1층 승강장은 상행선으로 긴자 선 시부야 ・마루노우치 선 오기쿠보 방면이고, 지하 2층 승강장은 하행선으로 긴자 선 아사쿠사・마루노우치 선 이케부쿠로 방면이다.
- 출처
  - 〈특집 단락선 미스테리 6〉 《철도 팬》, 통권 제502호 2003년 2월호, 12p, 교우사, 2003년판.
  - 아카사카미쓰케 역 구내 페이지.
  - 이노우에 타카시 《배선 약도로 퍼지는 철의 세계 - 노선을 해석, 만드는 책》 ISBN 978-4-7980-2200-0, 수화 시스템, 2009년판 176p.
  - (일본어) 도쿄메트로 홈페이지 아카사카미쓰케 - 나가타초 역 구내도

## 역 주변 정보
- 아카사카미쓰케 터
- 국도 246호선
- 호텔 뉴 오타니 도쿄
- 그랜드 프린스 호텔 아카사카(Grand Prince Hotel Akasaka)
- 아카사카 도큐 플라자(Akasaka Tokyu Plaza)
  - 아카사카 엑셀호텔 토큐(Akasaka Excel Hotel Tokyu)
- 주일본 멕시코 대사관
- 도쿄방송(TBS) 본사
- WOWOW 본사
- 고쿄
- 도쿄 지하철 지요다 선 아카사카역

## 역 역사
- 1938년 11월 18일: 도쿄 고속철도(현재: 긴자 선)의 역이 영업 개시.
- 1959년 3월 15일: 마루노우치 선의 역이 영업 개시, 환승역이 되다.
- 1974년 10월 30일: 나가타초 역이 영업 개시, 환승역이 되다.
- 2007년 6월 19일: 마루노우치 선 스크린도어 사용 개시.

## 인접역
| 도쿄 메트로 긴자 선             | 도쿄 메트로 긴자 선 | 도쿄 메트로 긴자 선                   |
| ------------------------------- | ------------------- | ------------------------------------- |
| G 04 아오야마 1초메 시부야 방면 | 긴자 선             | G 06 다메이케산노 아사쿠사 방면       |
| 도쿄 메트로 마루노우치 선       |                     |                                       |
| M 12 요츠야 오기쿠보 방면       | 마루노우치 선       | M 14 곳카이기지도마에 이케부쿠로 방면 |